# Солнце светит всем
«Солнце светит всем» — советский чёрно-белый художественный фильм, снятый режиссёром Константином Воиновым в 1959 году на киностудии «Мосфильм» по сценарию Семёна Фрейлиха. Премьера состоялась 19 октября 1959. Считается одним из лучших послевоенных фильмов и входит в фонд «Золотая коллекция советского кино».

## Сюжет
9 мая 1945 года где-то в Чехословакии или Тюрингии на стыке с территорией, занятой союзниками. Уже объявлено по радио о капитуляции Германии. Второй мировой войне — конец, и скоро солдаты вернутся домой. На позицию артиллерийской батареи старшего лейтенанта Николая Савельева (Валентин Зубков) приезжает медсестра Светлана (Лилиана Алёшникова); она любит Савельева и хочет с ним проститься, понимая, что он должен вернуться к своей жене. После своего отъезда она слышит звуки начавшегося боя: это не сложившая оружие немецкая группировка прорывается в сторону союзников. Батарея Савельева принимает бой, расстреливая в упор немецкие танки.

Война только что закончилась, но впереди у Николая Савельева ещё один бой, который определит весь ход его дальнейшей жизни.
Кадр из фильма «Солнце светит всем»

Один танк обходит батарею с фланга и движется на позицию орудия сержанта Кореня (Евгений Буренков). Не желая погибать в последние дни войны, он бросает свой расчёт, обрекая его на гибель, и бежит с поля боя. Вернувшись на батарею, Светлана становится свидетелем трусости Кореня. Посчитав Кореня погибшим, Савельев разворачивает орудие и уничтожает фашистский танк, сам при этом получив тяжёлое ранение. Светлана сопровождает ослепшего Савельева в его родной город, где того ждёт жена Тася (Татьяна Конюхова), и остаётся, надеясь на редкие встречи.
Николай, проявляя твёрдость и настойчивость, учится жить и работать по-новому. Однако вернуться к прежней жизни, к профессии учителя оказывается очень не просто. Не лучшим образом складываются и отношения с женой — не выдержав, она уходит от него. 
В школу, где Николай начал работать учителем истории, новым директором назначен бывший сержант Корень. Он пытается избавиться от ненужного свидетеля, опасаясь, что его трусость в том роковом бою будет предана огласке. Николай, узнав о предательском поступке Кореня, решает остаться в школе, чтобы не дать подлецу и трусу влиять на души детей.
В этот трудный для Николая период Светлана приходит к нему, желая его поддержать. Возможно, эта встреча изменит их жизнь и сделает их будущее общим и светлым.

## Создатели фильма
| - Валентин Зубков — Николай Савельев - Лилиана Алёшникова — Светлана, медсестра - Татьяна Конюхова — Тася, жена Николая - Евгений Буренков — Корень - Николай Сергеев — Максим Петрович, отец Николая - Елена Максимова — Пелагея Ивановна, мать Таси - Виктор Кольцов — директор школы - Оля Наровчатова — Катя, племянница Таси - Витя Лобзов — Евсиков - Александр Лебедев — Саша Архипов - Пётр Должанов — Архипов - Эпизоды: - Люсьена Овчинникова — кондуктор Зоя - Маргарита Жарова — подружка Таси - Николай Погодин — солдат - Николай Смирнов — солдат - Владимир Селезнёв — солдат - Станислав Коренев — Вячеслав Петрович - Владимир Пицек — старшина - Леонид Чубаров — солдат Морозов - Светлана Горохова, Нина Буренкова, Рафаил Ракитин, Иван Рябинин, Ольга Долгова, - Никита Михалков — школьник (нет в титрах) | - Режиссёр-постановщик: Константин Воинов - Сценарист: Семён Фрейлих - Оператор: Анатолий Кузнецов - Композитор: Вениамин Баснер - Автор текстов песен: Михаил Матусовский - Художники: Борис Чеботарёв, Феликс Ясюкевич - Звукорежиссёр: Семён Литвинов - Костюмы: Тамара Каспарова - Монтаж: Зоя Верёвкина |

## Фестивали, премии, награды
- 1960 — Почётный диплом за режиссуру (Константин Воинов) на Международном кинофестивале в Эдинбурге (Шотландия)[1]